# Ansicht der Stadt Luxemburg vom Fetschenhof

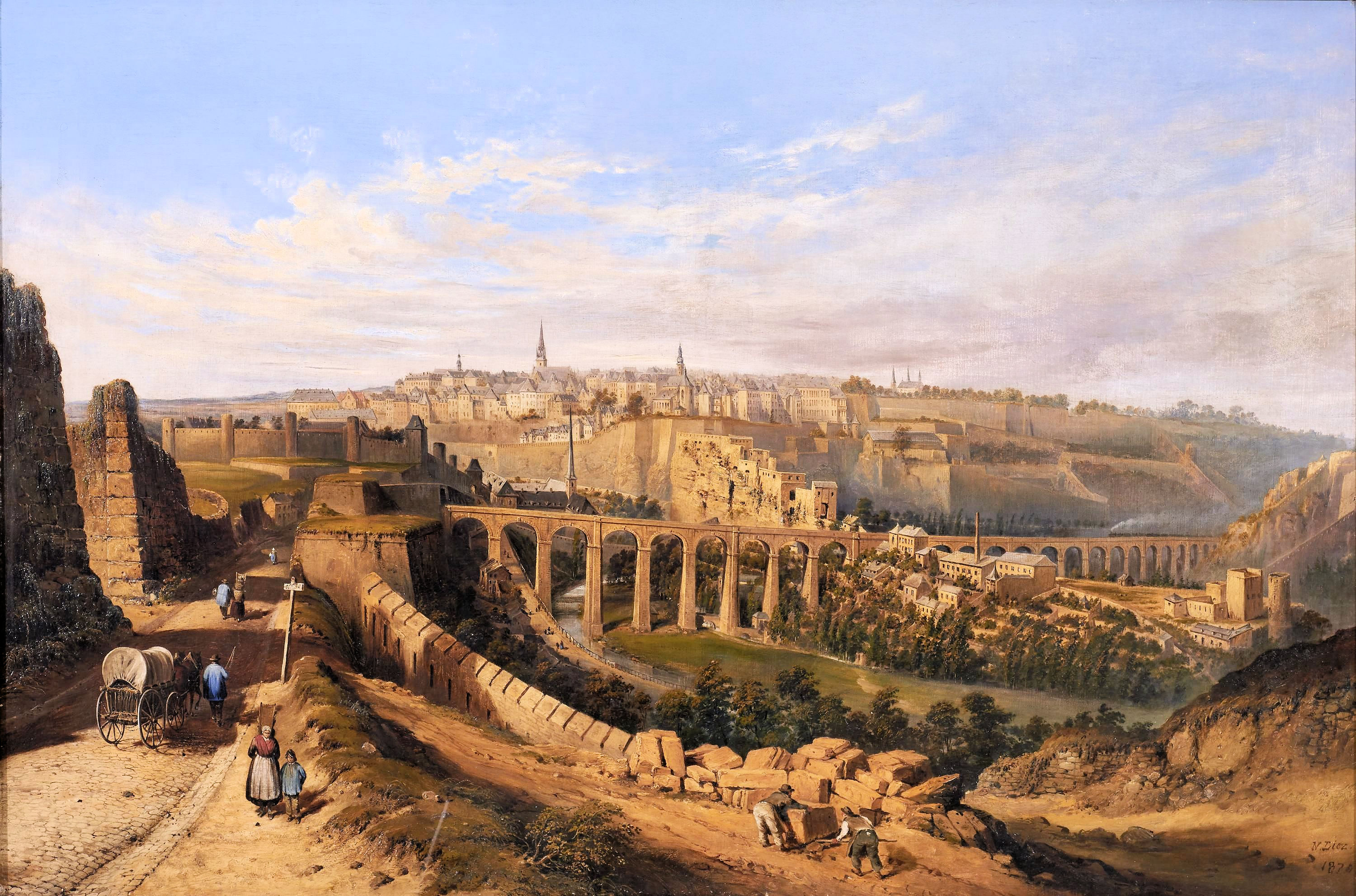
„Ansicht der Stadt Luxemburg vom Fetschenhof“

Ansicht der Stadt Luxemburg vom Fetschenhof (in Französisch: Vue de la ville de Luxembourg depuis le Fetschenhof) ist ein Ölgemälde des Luxemburger Malers Nicolas Liez (1809–1892) aus dem Jahre 1870. 
Das 78 × 118 cm große Gemälde zeigt die Stadt von Osten über das Tal der Alzette mit dem Eisenbahnviadukt gesehen. Im Vordergrund ist der Beginn der auf der Londoner Konferenz von 1867 beschlossenen Zerstörung der Befestigungsanlagen der Stadt dargestellt. Der Standpunkt des Betrachters gehört heute zum Luxemburger Stadtteil Cents-Fetschenhof.
Das Bild befindet sich im Luxemburgischen Nationalmuseum für Geschichte und Kunst.